# INES-skalaen
INES-skalaen (International Nuclear Event Scale) blev introduceret i 1990 af Det Internationale Atomenergiagentur (IAEA) med det formål  at etablere hurtig national og international kommunikation i forbindelse med sikkerhedsmæssige aspekter i forbindelse med kernekraftulykker.

## Skalainddeling
Skalaen er opdelt i syv niveauer for registrering af radioaktivt udslip og stråling.  Tre for hændelser (niveauerne 1, 2 og 3) samt fire for ulykker (4, 5, 6 og 7).

## Eksempler
De eneste ulykker, der hidtil er blevet registreret som niveau 7-ulykker, er Tjernobylulykken den 26. april 1986 og Fukushima-ulykken den 11. marts 2011.